# Stephan Orlac
Stephan Orlac (* 1931 in Düsseldorf; † 1. November 2020) war ein deutscher Schauspieler.

## Leben
Stephan Orlac wuchs in seiner Geburtsstadt auf und nahm nach Beendigung der Schulzeit Schauspielunterricht bei Luigi Malipiero. Zwischen 1956 und 1958 spielte er an dessen Torturm-Theater in Sommerhausen. Danach war das Schauspielhaus Bochum bis 1971 seine künstlerische Heimat, wo er sich insbesondere als Darsteller in Stücken von Shakespeare einen Namen machte, so als Puck im Sommernachtstraum, als Edgar in König Lear oder in der Titelrolle von Richard III. Von 1971 bis 1974 hatte Orlac ein Engagement am Staatstheater Darmstadt. In der Spielzeit 1975/76 war er am Bayerischen Staatsschauspiel München zu sehen. Gastverträge führten ihn zu den Festspielen nach Recklinghausen und Wunsiedel.
Stephan Orlac arbeitete auch erfolgreich als Theaterregisseur. Dabei zeichnete er allein in Bochum für 30 Inszenierungen verantwortlich, darunter die Molière-Stücke Tartuffe und Der eingebildete Kranke sowie das Musical My Fair Lady.
Ab 1975 sah man Stephan Orlac dann häufiger im Fernsehen. Einen hohen Bekanntheitsgrad verlieh ihm die Hauptrolle als Familienvater Eberhard Wichert in der ZDF-Serie Die Wicherts von nebenan, die von 1986 bis 1991 in vier Staffeln produziert und ausgestrahlt wurde. Ferner hatte Orlac durchgehende Rollen in den Serien Eigener Herd ist Goldes wert, Wie gut, dass es Maria gibt und Blankenese. Neben Aufgaben in verschiedenen anderen Fernsehproduktionen war er zwischen 1974 und 1981 in fünf Folgen der Reihe Tatort zu sehen.
Stephan Orlac war mit der Schauspielkollegin Elke Arendt verheiratet. Aus der Verbindung ging der Regisseur, Buchautor und Konzeptkünstler Sebastian Orlac hervor. 
Orlac starb im Alter von 89 Jahren am 1. November 2020 an Altersschwäche. Er fand seine letzte Ruhestätte auf dem Waldfriedhof (Alter Teil) in München.

## Filmografie (Auswahl)
- 1964: Troilus und Cressida
- 1969: Bahnübergang
- 1970: Die Delegation
- 1974: Tatort – Gefährliche Wanzen
- 1975: Evas Rippe
- 1975: Nach der Scheidung
- 1975: Am Wege
- 1976: Der Anwalt – Numerus clausus
- 1977: Jede Woche hat nur einen Sonntag
- 1977: Glücksucher
- 1977: Die Dämonen
- 1977: Rückfälle
- 1978: PS – Geschichten ums Auto
- 1978: Wallenstein
- 1978: Das Wunder der Erziehung
- 1978: Tatort – Der Mann auf dem Hochsitz
- 1979: Lauter anständige Menschen
- 1979: Liebe, Tod und Heringshäppchen
- 1979: Die Buddenbrooks
- 1980: Der Urlaub
- 1980: Ein Kapitel für sich
- 1980: Tatort – Mit nackten Füßen
- 1980: Tatort – Streifschuß
- 1981: Gute Reise
- 1981: St. Pauli-Landungsbrücken – Uwe ist der Größte
- 1981: Bäume ausreißen
- 1981: Tatort – Usambaraveilchen
- 1982: Gastspieldirektion Gold
- 1984: Ein Fall für zwei – Elf Jahre danach
- 1984: Vor dem Sturm
- 1984: Titanic
- 1984–1986: Eigener Herd ist Goldes wert
- 1986: Die Wächter – Unfälle passieren eben
- 1986: Geschichten aus der Heimat – Gift, Schnaps und Meeresleuchten
- 1986–1991: Die Wicherts von nebenan
- 1990–1991: Wie gut, daß es Maria gibt
- 1992: Felix und 2 × Kuckuck
- 1992: Glückliche Reise – Australien
- 1994: Derrick – Darf ich Ihnen meinen Mörder vorstellen?
- 1994: Blankenese
- 1995: Heimatgeschichten – Kollaps
- 1995: Kriminaltango – Das Ultimatum
- 1996: Der Fahnder – Blutspur
- 1997–2002: Parkhotel Stern
- 1998: Rückkehr ins Paradies